# Socha Karla IV. (Karlovy Vary, 1955)
Socha Karla IV. v Karlových Varech se nachází v lázeňském centru před Císařskými lázněmi (Lázně I) v sadech Karla IV. v jihozápadní části města. Byla vytvořena v roce 1955 sochařem Otakarem Švecem.

## Historie
Socha zakladatele Karlových Varů císaře a českého krále Karla IV. měla být původně jednou z ústředních místních plastik a připomínat slavnou historii města. Pomník byl slavnostně odhalen v květnu roku 1955. Zůstává však trochu pozapomenut stranou zájmu návštěvníků města.
Autorem byl pražský akademický sochař Otakar Švec, žák významného českého sochaře Josefa Myslbeka. Otakar Švec byl mimo jiné též tvůrcem monumentálního Stalinova pomníku na pražské Letné.

## Popis
Jedná se o figurální plastiku císaře zhotovenou z hořického pískovce. Při tvorbě byla použita gotizující parléřovská předloha v kompozici i modelaci. Panovník je znázorněn v dlouhém plášti s korunou na hlavě, v levé ruce drží model domu, v pravé žezlo. Postava je umístěna na vrcholu vysokého hranolové stupňovitého podstavce. Na přední straně je nápis v češtině a shodný text se opakuje na pravé straně v latině a na levé v ruštině: 
KAREL IV.
KRÁL ČESKÝ
CÍSAŘ ŘÍMSKÝ
ZAKLADATEL LÁZNÍ

Na zadní straně je pak nápis: „ČS. STÁTNÍ LÁZNĚ 1955“. Spodní část podstavce je tvořena hranolovým soklem ze žulových kvádrů. Na přední straně je umístěna pískovcová deska s reliéfním znakem města Karlovy Vary.
Socha stojí v parku před Císařskými lázněmi (Lázně I) v dnešních sadech Karla IV.